# Інґрід Кремер
Інґрід Кремер (нім. Ingrid Gulbin; нар. 29 липня 1943) — німецька стрибунка у воду.
Олімпійська чемпіонка 1960, 1964 років, учасниця 1968 року.
Чемпіонка Європи з водних видів спорту 1962 року.